# Paula Sharim
Paula Andrea Sharim Kovalskys (6 de noviembre de 1967) es una actriz chilena de origen judío, de cine, teatro y televisión. Es hija del actor Nissim Sharim.
Actualmente se desempeña como actriz del Teatro Ictus.

## Biografía
Paula estudió actuación en la Escuela de Teatro de la Universidad Católica de Chile. Su salto a los sets televisivos fue en 1988 para debutar en Vivir así, aunque para ella esa experiencia fue casi nula. Lo que sí recuerda es La invitación del director Óscar Rodríguez para integrarse a las teleseries. Ahí destacó en producciones como Bravo, Te conté, Villa Nápoli, Marrón Glacé, Amor a domicilio, entre otras.
El año 1997 partió a Mega para protagonizar Rossabella, en donde interpretó a Cecilia. Su paso por la señal privada fue compartido con el nacimiento de su segunda hija, razón por la que se alejó de la televisión, además de seguir con su pasión por las tablas.
Pasaron casi ocho años cuando le ofrecieron volver a la pantalla y participar en Brujas, ahí se convirtió en Angélina Contreras, obstinada y adicta al trabajo, un personaje que fue acompañado por el éxito de la producción de Canal 13, un regreso triunfal. Sin embargo, al año siguiente vivió lo contrario, el fracaso de Descarado, aunque cuenta que personificar a Francisca fue todo un respiro en la historia. En 2008, trabajó en Lola, siendo parte de la teleserie más larga de la historia, se transformó en Luna, una "chanta" en todo su esplendor.
Pasaron cinco años para su regreso a la televisión con la exitosa teleserie nocturna Las Vega's de Canal 13 interpretando a Magdalena, una psicóloga que tiene muchos conflictos con su hija y participará en Mamá mechona, que marcará el regreso de Canal 13 a la Guerra de las teleseries

## Filmografía

### Cine
- Àngeles (1988) - Isabel

## Televisión

### Teleseries
| Teleseries | Teleseries               | Teleseries          | Teleseries |
| Año        | Teleserie                | Rol                 | Canal      |
| ---------- | ------------------------ | ------------------- | ---------- |
| 1988       | Vivir así                | Magaly              | Canal 13   |
| 1990       | ¿Te conté?               | Alicia              | Canal 13   |
| 1991       | Villa Nápoli             | Bárbara Álvarez     | Canal 13   |
| 1992       | El palo al gato          | Adelaida            | Canal 13   |
| 1993       | Marrón glacé             | Gina Méndez         | Canal 13   |
| 1994       | Top secret               | Francisca Ragner    | Canal 13   |
| 1995       | Amor a domicilio         | Magdalena Smith     | Canal 13   |
| 1996       | Marrón glacé, el regreso | Gina Méndez         | Canal 13   |
| 1997       | Rossabella               | Cecilia Buarque     | Mega       |
| 1999       | Algo está cambiando      | Marcela Echeverría  | Mega       |
| 2005       | Brujas                   | Angélina Contreras  | Canal 13   |
| 2006       | Descarado                | Francisca Guzmán    | Canal 13   |
| 2007-2008  | Lola                     | Luna Valladares     | Canal 13   |
| 2013       | Las Vegas                | Magdalena Gutiérrez | Canal 13   |
| 2014       | Mamá mechona             | Yolanda Fuentes     | Canal 13   |
| 2018       | Verdades ocultas         | Isabel Guzmán       | Mega       |
| 2019       | Juegos de poder          | Elena Espinoza      | Mega       |
| 2022       | La ley de Baltazar       | Nancy Ugarte        | Mega       |

### Series y unitarios
| Serie de televisión | Serie de televisión  | Serie de televisión | Serie de televisión |
| Año                 | Serie                | Rol                 | Canal               |
| ------------------- | -------------------- | ------------------- | ------------------- |
| 2005                | Casados              | Betty               | Chilevisión         |
| 2007                | Karkú                | Tía Mariana         | TVN                 |
| 2013                | El hombre de tu vida | Angélica            | Canal 13            |

### Programas
- Acoso Textual (Canal 13, 2010)- Invitada
- Dudo (Canal 13c, 2012)- Invitada